# Bukowiec (gmina)
Bukowiec – gmina wiejska w województwie kujawsko-pomorskim, w powiecie świeckim. W latach 1975–1998 gmina położona była w województwie bydgoskim. Siedzibą gminy jest Bukowiec.
Według danych z 31 grudnia 2014 roku gminę zamieszkiwało 5201 osób. Natomiast według danych z 31 grudnia 2017 roku gminę zamieszkiwało 5146 osób.

## Geografia

### Położenie
Gmina Bukowiec położona jest w północnej części województwa kujawsko-pomorskiego, w powiecie świeckim. Według danych z roku 2005 zajmuje obszar 11 100 ha, co stanowi 7,54% powierzchni powiatu świeckiego (7. miejsce w skali powiatu). Pod względem powierzchni, gmina należy do jednych z najmniejszych w województwie: zajmuje 0,62% obszaru województwa (82. miejsce na 144 gminy). Według danych z 1999 roku, w skali kraju klasyfikuje się na 1782. miejscu (na 2489 gmin).
W skład gminy wchodzi 16 wsi skupionych w 13 sołectwach: Bramka, Branica, Budyń, Bukowiec, Gawroniec, Korytowo, Krupocin, Plewno, Poledno, Polskie Łąki, Przysiersk, Różanna, Tuszynki. Pozostałe miejscowości niesołeckie to: Branica (leśniczówka), Dolny Młyn, Franciszkowo, Jarzębieniec, Kawęcin, Stanisławie.

### Warunki naturalne
Gmina Bukowiec, pod względem fizyczno – geograficznym, położona jest na obszarze mezoregionu Wysoczyzny Świeckiej, który wchodzi w skład makroregionu Pojezierzy Południowopomorskich. Rzeźba terenu została ukształtowana podczas ostatniego zlodowacenia (około 16,5 tys. lat temu) i ma charakter młodoglacjalny. Obszar gminy posiada zróżnicowaną rzeźbą terenu, którą tworzą formy akumulacyjnej jak i erozyjnej działalności glacjalnej i fluwioglacjalnej. Dominuje krajobraz równinny, lekko falisty, z niewielkimi wyniesieniami moren czołowych. W środkowej części gminy obserwuje się równinę sandrową (powstałą na przed polu czoła lodowca). Formy związane z działalnością fluwioglacjalną (wody płynące w tunelach polodowcowych) występują w okolicach Przysierska i Poledna. Obydwie mają charakter podmokły (równiny bagienne).
Obszar gminy charakteryzuje się głównie falistą rzeźbą terenu, jednak wysokości względne są stosunkowo niewielkie i bardzo rzadko przekraczają wysokość kilkunastu metrów. Zdecydowana większość terenu leży na wysokości 90–100 m n.p.m. Większe wyniesienia znajdują się w Plewnie (około 120 m n.p.m.), natomiast mniejsze wysokości bezwzględne notuje się w dolinach cieków – Wyrwy (na wschód od Przysierska) i Potoku Młyńskiego (na południowy wschód od Poledna). Gmina należy do najmniej zróżnicowanych w zakresie rzeźby terenu obszarów województwa.
Na terenie gminy Bukowiec nie znajdują się żadne udokumentowane złoża surowców kopalin. Powszechnie występujące i nadające się do eksploatacji są jedynie niewielkie skupiska piasku.

### Sieć hydrograficzna
Gmina Bukowiec położona jest w dorzeczu Wisły, leżąc w większości w zlewni Wdy. Niewielka, południowa część obszaru znajduje się w zlewni Brdy i wymaga ochrony ze względu na położenie w strefie ochronnej ujęcia wody Czyżkówko dla Bydgoszczy. Spora część powierzchni odwadniana jest przez potok Wyrwa, który jest głównym ciekiem na jej terenie, biegnącym od jezior: Zaleskiego i Branickiego do Wdy. Innymi ciekami są: Potok Młyński i Struga Dworzysko. Niewielka, południowo-zachodnia część gminy natomiast odwadniania jest przez system rowów i drobniejszych rzek, które łączą się z dopływem Brdy – Kotomierzycą. Lokalne odwadnianie następuje do jezior (np. w okolicach Poledna) lub innych zbiorników wodnych znajdujących się poza granicami administracyjnymi gminy.
Wskaźnik jeziorności na obszarze gminy oceniany jest na mniej niż 1% całej powierzchni. Znajduje się tu 7 jezior o powierzchni powyżej 1 hektara, z czego 2 są nazwane. Najważniejszych jeziorem jest jezioro Branickie I, nazywane również Branica Duża, częściowo położone na terenie gminy Świekatowo. Zajmuje ono powierzchnie (łącznie z częścią leżącą na terenie sąsiedniej gminy) ok. 70 hektarów, o objętości wody 3419.0 m³, głębokości przeciętnej 4,3 m i maksymalnej – 8,4 m. Drugim pod względem powierzchni jest jezioro Branica II (Branica Mała), o powierzchni 22.5 hektara, objętości wody 500 tys. m³, średniej głębokości 1,7 m i maksymalnej – 4,0 m. Pozostałe z jezior nie posiadają nazw i liczą od 1 do 6,2 hektara powierzchni.

### Lasy
Lasy i grunty leśne zajmują około 12,6% powierzchni gminy, czyli około 1,4 tys. ha. Prawie cały ich obszar w strukturach administracyjnych Lasów Państwowych należy do Nadleśnictwa Zamrzenica, z czego północna część do obrębu leśnego Wierzchlas (na terenie gminy leśnictwo Bukowiec), a południowa do obrębu leśnego Świekatowo (na terenie gminy leśnictwo Branica). Niewielka, wschodnia część gminy leży w Nadleśnictwie Dąbrowa (obręb leśny Bedlenki). We własności prywatnej znajduje się około 200 ha obszarów leśnych. Całość stanowi zaledwie około 3% powierzchni lasów na terenie całego powiatu świeckiego. W strukturze leśnej dominują siedliska borowe, zajmujące około 1200 ha, siedliska lasowe zajmują około 200 ha. Obszar około 1000 ha porasta drzewostan o wieku około ponad 50 lat, a w składzie gatunkowym dominuje sosna (ok. 1300 ha). Tereny lasów ochronnych zajmują obszar około 300 ha.

### Pomniki przyrody
Na terenie gminy znajduje się 15 pomników przyrody. Wszystkie zaliczane są do przyrody ożywionej.

### Użytki rolne
Gmina Bukowiec jest gminą wiejską o charakterze rolniczym z dominującą produkcją roślinną. Użytki rolne zajmują 8537 ha, co stanowi 76.9% powierzchni całej gminy. 92% zajmują grunty orne (stanowią one prawie 71% ogólnej powierzchni gminy), ponad 8% stanowią łąki (z pastwiskami prawie 18%). Sady stanowią zaledwie 0,1% użytków rolnych. Klasyfikacja gleb według kompleksów rolniczej przydatności wskazuje, iż najliczniej reprezentowany jest kompleks 5 – żytni dobry, który występuje na terenie niemalże całej gminy. Kompleksy zajmujące o wiele mniejsze powierzchnie to: 6 – żytni słaby i 4 – żytni bardzo dobry. Pod względem typów gleb, w zdecydowanym stopniu dominują gleby pseudobielicowe (związane z kompleksami IV i V). W większości sołectw dominują gleby klasy IVa, IVb i V, choć na wielu terenach spotkać można również gleby klasy IIIb. Najlepsze warunki na obszarze gminy notowane są w okolicach Plewna i Poledna, gdzie spotkać można gleby klasy IIIa.

### Infrastruktura komunikacyjna
Sieć drogowa na terenie gminy jest gęsta i zapewnia dobrą komunikację pomiędzy poszczególnymi miejscowościami. Przez obszar gminy przebiega droga wojewódzka nr 240 łącząca Świecie z Tucholą i Chojnicami, która jest częścią szlaku komunikacyjnego z centralnej Polski na środkowe Wybrzeże. W odległości kilku kilometrów od granicy gminy łączą się ważne szlaki komunikacyjne: droga krajowa nr 91 i droga ekspresowa S5, natomiast 20 kilometrów dalej powstał węzeł komunikacyjny łączący drogę ekspresową S5 z autostradą A1. Ponadto przez teren gminy biegną 2 linie kolejowe: Śląsk – Pomorze i Świecie – Złotów. Pierwsza z linii nie posiada na terenie gminy żadnego przystanku, druga linia zaś została zawieszona w połowie lat 90. XX wieku.

### Demografia
Ludność gminy Bukowiec (5201 osób) stanowi 5,2% ogólnej liczby ludności powiatu świeckiego (8. miejsce w skali powiatu). W skali województwa, ludność gminy stanowi 0,25% wszystkich mieszkańców województwa kujawsko-pomorskiego (99. pozycja na 144 gminy).
Dane GUS z 31 grudnia 2014:
| Opis                              | Ogółem | Ogółem | Kobiety | Kobiety | Mężczyźni | Mężczyźni |
| --------------------------------- | ------ | ------ | ------- | ------- | --------- | --------- |
| jednostka                         | osób   | %      | osób    | %       | osób      | %         |
| populacja                         | 5201   | 100    | 2584    | 49,7    | 2617      | 50,3      |
| gęstość zaludnienia (mieszk./km²) | 47     | 47     | 23,3    | 23,3    | 23,6      | 23,6      |

Liczba ludności miejscowości oraz udział miejscowości w ogólnej liczbie ludności gminy (według danych Urzędu Gminy w Bukowcu):

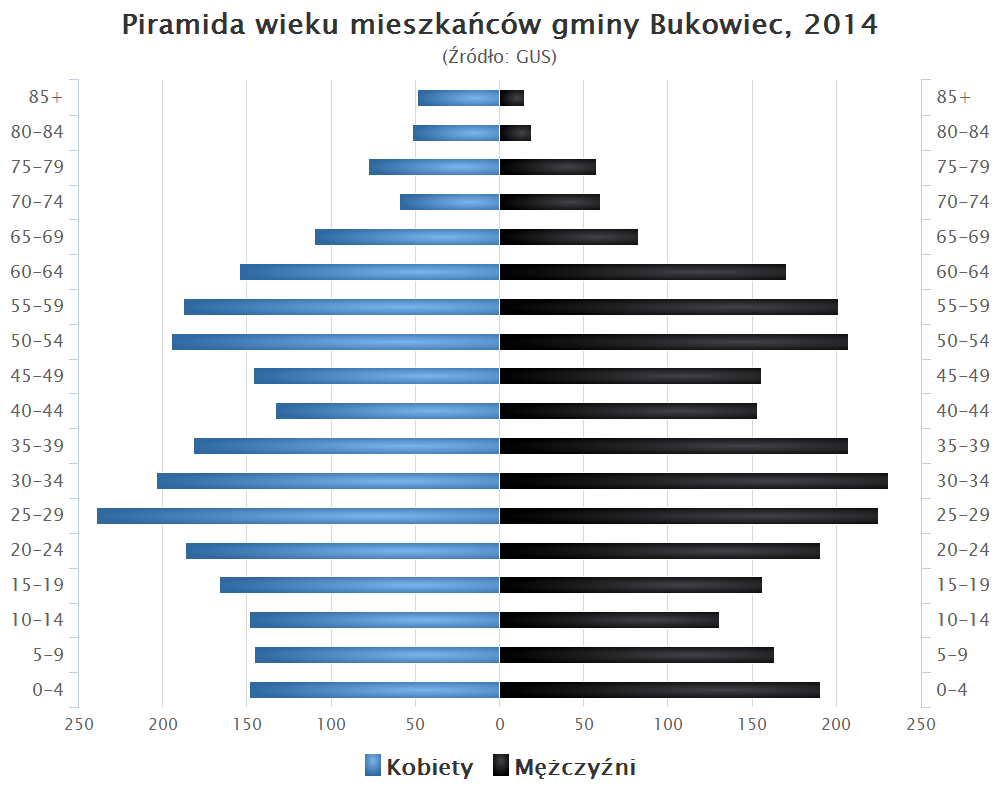
Piramida wieku mieszkańców gminy Bukowiec w 2014 roku

| Miejscowość  | Ludność | Udział (%) |
| ------------ | ------- | ---------- |
| Bukowiec     | 1347    | 26,2       |
| Przysiersk   | 787     | 15,3       |
| Gawroniec    | 473     | 9,2        |
| Korytowo     | 331     | 6,4        |
| Poledno      | 317     | 6,2        |
| Polskie Łąki | 275     | 5,3        |
| Różanna      | 225     | 4,4        |
| Budyń        | 207     | 4,0        |
| Plewno       | 197     | 3,8        |
| Tuszynki     | 186     | 3,6        |
| Branica      | 185     | 3,6        |
| Franciszkowo | 178     | 3,5        |
| Kawęcin      | 132     | 2,6        |
| Bramka       | 128     | 2,5        |
| Krupocin     | 111     | 2,2        |
| Jarzębieniec | 67      | 1,3        |
| RAZEM:       | 5146    | 100,0      |

## Kultura i oświata

### Edukacja
Na terenie gminy Bukowiec działają następujące jednostki oświatowe:
- Przedszkole w Bukowcu
- Przedszkole w Przysiersku
- Szkoła podstawowa im. 16. Pułku Ułanów Wielkopolskich w Bukowcu
- Szkoła podstawowa im. dr Floriana Ceynowy w Przysiersku
- Szkoła podstawowa im. ks. Jana Twardowskiego w Różannie

### Instytucje kulturalne i stowarzyszenia
Na terenie gminy działają jednostki kulturalne i stowarzyszenia:
- Gminna Biblioteka Publiczna w Bukowcu
- Filia Gminnej Biblioteki Publicznej w Przysiersku
- Stowarzyszenie Promocji i Rozwoju Gminy Bukowiec
- Stowarzyszenie Kultury Muzycznej Kantyczka w Korytowie
- Stowarzyszenie Azalia w Przysiersku
- Stowarzyszenie Ramię w ramię w Przysiersku
- Zespół Parafialny Caritas Parafii Najświętszej Maryi Panny Królowej Polski w Bukowcu
- koła gospodyń wiejskich (Bukowiec, Polskie Łąki, Korytowo)

### Sport i rekreacja
Na terenie gminy Bukowiec występują dwa obiekty typu Orlik 2012: w Bukowcu (od 2009 roku) i w Przysiersku (od 2011 roku), oraz odnowione boisko w Korytowie. W Bukowcu i w Przysiersku działają ponadto trzy kluby sportowe:
- Klub Wiejskiego Towarzystwa Sportowego Gwiazda Bukowiec
- Sportis Gminny Klub Sportowy Bukowiec
- Ludowy Klub Sportowy Sparta Przysiersk

W kwietniu 2024 roku oddano do użytkowania gminną halę widowiskowo-sportową, zlokalizowaną przy szkole podstawowej w Bukowcu. Znajduje się w niej pełnowymiarowe boisko, pozwalające na rozgrywanie zawodów w halową piłkę nożną, piłkę ręczną, koszykówkę, siatkówkę, tenis, unihokej, a także zajęcia, np. aerobiku, fitness. Boisko można podzielić na trzy części, za pomocą specjalnych kotar. Są dodatkowe pomieszczenia do ćwiczeń siłowych i tzw. kardio (bieżnie, rowerki stacjonarne), a także zaplecze w postaci szatni, toalet, magazynu na sprzęt sportowy, salka konferencyjna. Są też trybuny, pozwalające na śledzenie wydarzeń w hali, łącznie to niecałe 200 krzesełek.
W Bukowcu znajduje się zespół parkowy (zagospodarowany w 2010 roku), w którym organizowane są różnego rodzaju uroczystości związane z życiem gminy (Dni Gminy Bukowiec, dożynki gminne). W 2015 roku nad jeziorem w Branicy powstała plaża gminna z pełną infrastrukturą rekreacyjną. Na terenie gminy znajduje się 13 świetlic wiejskich.
Wśród cyklicznych imprez kulturalnych, sportowych, festynów itp. na terenie gminy, organizowane są:
- sportowo – rekreacyjna majówka
- Dni Gminy Bukowiec
- Dożynki Gminne
- obchody rocznicy walk 16. Pułku Ułanów Wielkopolskich pod Bukowcem
- gminne obchody Święta Niepodległości

## Zabytki
Wykaz zarejestrowanych zabytków nieruchomych na terenie gminy:
- zespół pałacowy w Budyniu, obejmujący: pałac z końca XIX w.; park; ptaszarnię, obecnie remiza, nr A/454/1-3 z 31.08.1995 roku
- zespół dworski w Gawrońcu, obejmujący: dwór z 1894 roku; park, nr A/120/1-2 z 13.01.2004 roku
- zespół dworski i folwarczny z drugiej połowy XIX w. w Kawęcinie, obejmujący: dwór; park; stajnię, obecnie owczarnia; owczarnię; spichrz z 1884, obecnie magazyn; oborę; rządcówkę, obecnie dom mieszkalny nr 1, nr A/219/1-8 z 05.06.1987 roku
- zespół dworski i folwarczny z drugiej połowy XIX w. w Polednie, obejmujący: dwór z 1890; park; dom mieszkalny; dom ogrodnika; gorzelnię z 1919; kuźnię; stodołę szachulcową; 3 stodoły; owczarnię; oborę; stajnię, obecnie obora; stajnię; suszarnię z 1920 roku, nr A/220/1-15 z 05.06.1987 roku
- zespół dworski z końca XIX w. w Różannie, obejmujący: park; oborę; stodołę gliniano-murowaną; 2 chlewy; kuźnię, nr A/204/1-6 z 16.03.1987 roku.

## Bezpieczeństwo
Na terenie gminy działają jednostki odpowiedzialne za zdrowie i bezpieczeństwo mieszkańców. Należą do nich:
- Ochotnicza Straż Pożarna w Bukowcu (włączona do Krajowego Systemu Ratowniczo – Gaśniczego)
- Ochotnicza Straż Pożarna w Przysiersku (włączona do Krajowego Systemu Ratowniczo – Gaśniczego)
- Ochotnicza Straż Pożarna w Branicy
- Ochotnicza Straż Pożarna w Polskich Łąkach
- Ochotnicza Straż Pożarna w Budyniu
- Posterunek Policji w Bukowcu
- Gminna Przychodnia Zdrowia w Bukowcu

## Parafie
- Parafia Rzymskokatolicka pw. NMP Królowej Polski w Bukowcu
- Parafia Rzymskokatolicka pw. św. Wawrzyńca w Przysiersku
- Parafia Rzymskokatolicka pw. św. Bartłomieja w Polskich Łąkach

## Sąsiednie gminy
Gmina Bukowiec graniczy z następującymi samorządami:
- Drzycim (od północnego wschodu)
- Lniano (od północnego zachodu)
- Pruszcz (od południa)
- Świecie (od wschodu)
- Świekatowo (od zachodu)